# Perdita chemsaki
Perdita chemsaki är en biart som beskrevs av Timberlake 1980. Perdita chemsaki ingår i släktet Perdita och familjen grävbin. Inga underarter finns listade i Catalogue of Life.